# Picún Leufú
Picún Leufú est une ville de la province de Neuquén, en Argentine, et le chef-lieu du département de Picún Leufú. Elle est située à 122 km au sud-ouest de Neuquén. Sa population s'élevait à 2 687 habitants en 2001 contre 2 056 en 1991, soit un accroissement de 30,7 pour cent.
En langue mapudungun ou mapuche, Picún Leufú signifie « Rivière du Nord » (Picun — Nord ; Leufú — rivière).